# オネガ
座標: 北緯63度55分 東経38度05分 / 北緯63.917度 東経38.083度

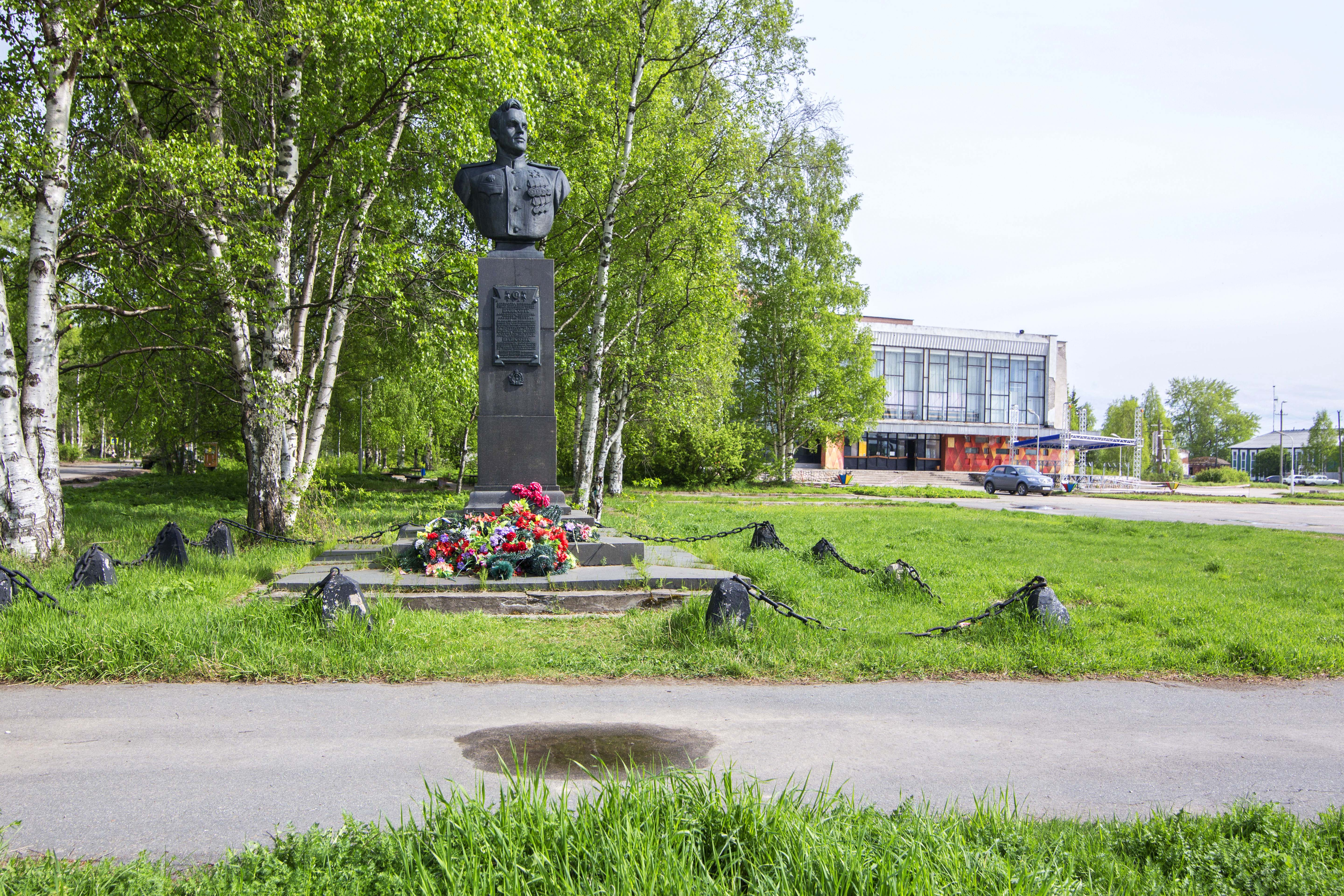

オネガ（Оне́га, Onega）はロシアのアルハンゲリスク州の町。人口は1万6947人（2021年）。白海南部のオネガ湾の東奥にあり、オネガ半島の西側の付け根へ流出するオネガ川の河口付近に位置する。
オネガの中心部は海から若干離れており、海には白海に面した小さな港があるが、冬には凍結する。またアルハンゲリスクとムルマンスクを結ぶ鉄道が通る。

## 歴史
ポモールの村ウスチ＝オネガ（Усть-Оне́га）の名は、ノヴゴロド公国の1137年の文書に初出し、13世紀のノヴゴロド公国地図にも登場する。町として認められたのは1780年8月19日のことで、政治家で軍人のピョートル・シュヴァーロフが持っていた木材の伐採権をオネガ周辺で製材所を建てていたイギリス人に売り払ったあとのことである。
街の沖合のオネガ湾にはキー島（Кий）が浮かび、聖十字架修道院が建つ。かつてはこの地方有数の繁栄を誇る修道院であったが、クリミア戦争時にイギリス軍により打撃を受け、ソビエト連邦により閉鎖され、建物だけが残っている。